# Valderiès
Valderiès (en occitan : Valdariás) est une commune française située dans le nord du département du Tarn, en région Occitanie. Sur le plan historique et culturel, la commune est dans le Ségala, un territoire s'étendant sur les départements du Tarn et de l'Aveyron, constitué de longs plateaux schisteux, morcelés d'étroites vallées.
Exposée à un climat océanique altéré, elle est drainée par le Cérou, le ruisseau de Coules, le ruisseau de Marguestautes, le ruisseau de Marlenc et par divers autres petits cours d'eau. La commune possède un patrimoine naturel remarquable composé d'une zone naturelle d'intérêt écologique, faunistique et floristique.
Valderiès est une commune rurale qui compte 828 habitants en 2022, après avoir connu un pic de population de 1 926 habitants en 1851. Elle fait partie de l'aire d'attraction d'Albi. Ses habitants sont appelés les Valdérois ou Valdéroises.

## Géographie

### Localisation
Commune de l'aire urbaine d'Albi située dans l'Albigeois, sur l'ancienne route nationale 603 au nord-est d'Albi.

### Communes limitrophes
Les communes limitrophes sont Andouque, Le Garric, Rosières, Saint-Jean-de-Marcel et Saussenac.
| Rosières  | Saint-Jean-de-Marcel |          |
| Le Garric | Valderiès            | Andouque |
|           | Saussenac            |          |

### Hydrographie
La commune est dans le bassin de la Garonne, au sein du bassin hydrographique Adour-Garonne. Elle est drainée par le Cérou, le ruisseau de Coules, le ruisseau de Marguestautes, le ruisseau de Marlenc, le ruisseau de la Vernière, le ruisseau de Rebouillères et par divers petits cours d'eau, qui constituent un réseau hydrographique de 27 km de longueur totale,.
Le Cérou, d'une longueur totale de 87,1 km, prend sa source dans la commune de Saint-Jean-Delnous et s'écoule d'est en ouest. Il traverse la commune et se jette dans l'Aveyron à Varen, après avoir traversé 23 communes.
Le ruisseau de Coules, d'une longueur totale de 14,8 km, prend sa source dans la commune de Saussenac et s'écoule du nord-est au sud-ouest. Il traverse la commune et se jette dans le Tarn à Lescure-d'Albigeois, après avoir traversé 4 communes.

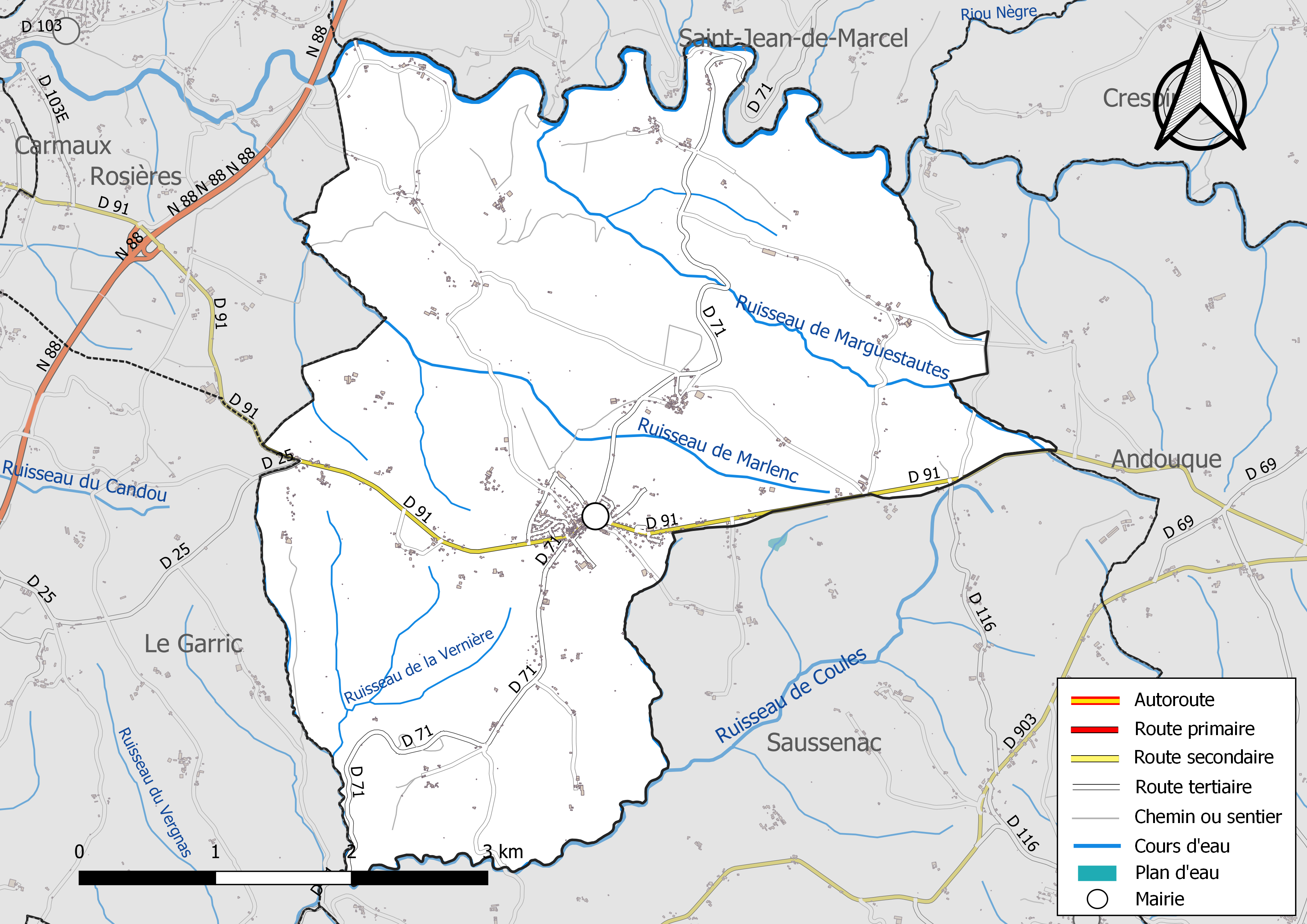
Réseaux hydrographique et routier de Valderiès.

### Climat
Pour des articles plus généraux, voir Climat de l'Occitanie et Climat du Tarn.
En 2010, le climat de la commune est de type climat océanique altéré, selon une étude du Centre national de la recherche scientifique s'appuyant sur une série de données couvrant la période 1971-2000. En 2020, Météo-France publie une typologie des climats de la France métropolitaine dans laquelle la commune est toujours exposée à un climat océanique altéré et est dans la région climatique Sud-est du Massif Central, caractérisée par une pluviométrie annuelle de 1 000 à 1 500 mm, minimale en été, maximale en automne.
Pour la période 1971-2000, la température annuelle moyenne est de 12,3 °C, avec une amplitude thermique annuelle de 15,8 °C. Le cumul annuel moyen de précipitations est de 931 mm, avec 11,2 jours de précipitations en janvier et 6,1 jours en juillet. Pour la période 1991-2020, la température moyenne annuelle observée sur la station météorologique de Météo-France la plus proche, « Tanus », sur la commune de Tanus à 12 km à vol d'oiseau, est de 12,1 °C et le cumul annuel moyen de précipitations est de 866,6 mm. 
La température maximale relevée sur cette station est de 38,9 °C, atteinte le 23 août 2023 ; la température minimale est de −12,7 °C, atteinte le 9 février 2012,,.
Les paramètres climatiques de la commune ont été estimés pour le milieu du siècle (2041-2070) selon différents scénarios d'émission de gaz à effet de serre à partir des nouvelles projections climatiques de référence DRIAS-2020. Ils sont consultables sur un site dédié publié par Météo-France en novembre 2022.

### Milieux naturels et biodiversité

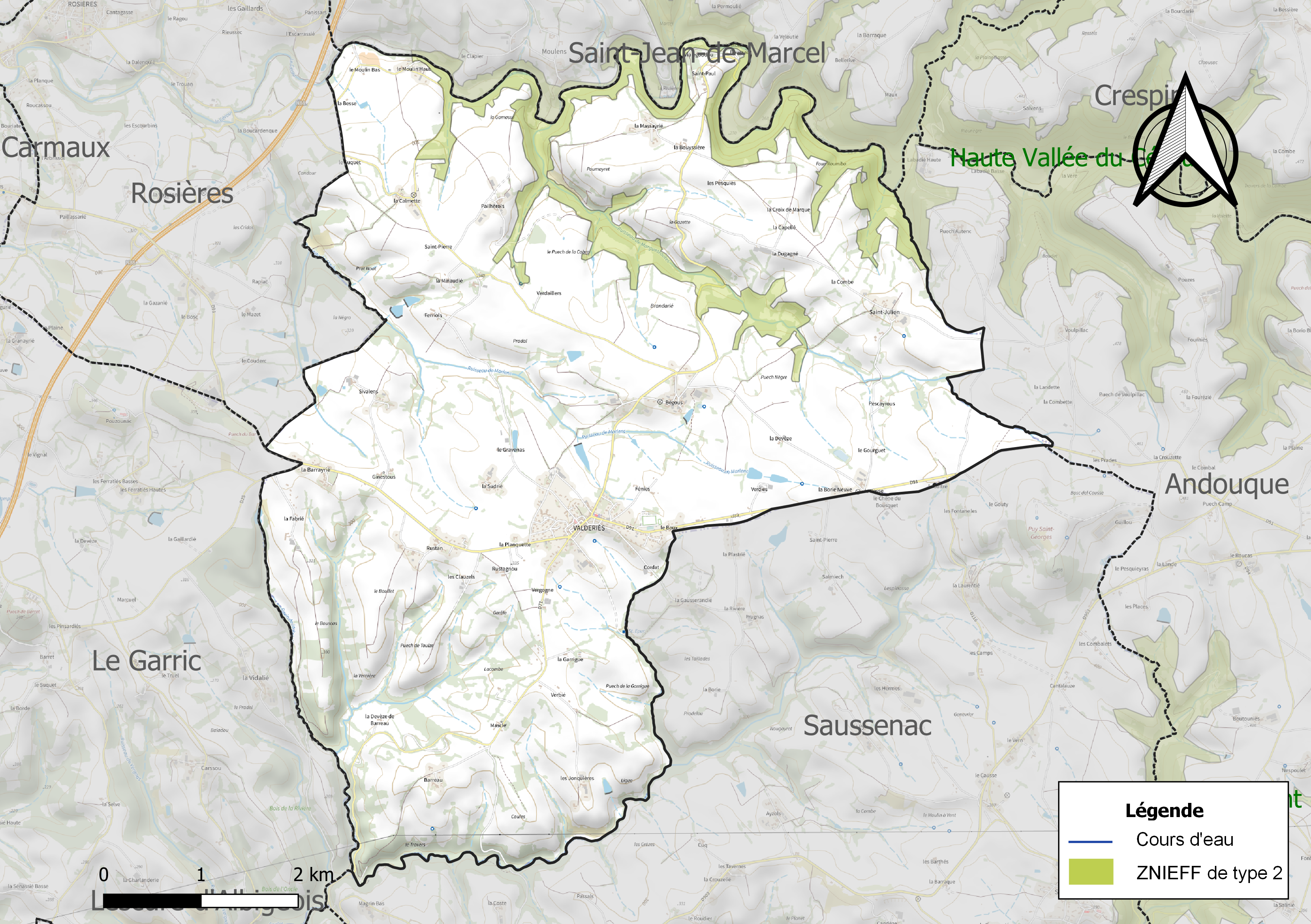
Carte de la ZNIEFF de type 2 localisée sur la commune.

L’inventaire des zones naturelles d'intérêt écologique, faunistique et floristique (ZNIEFF) a pour objectif de réaliser une couverture des zones les plus intéressantes sur le plan écologique, essentiellement dans la perspective d’améliorer la connaissance du patrimoine naturel national et de fournir aux différents décideurs un outil d’aide à la prise en compte de l’environnement dans l’aménagement du territoire.
Une ZNIEFF de type 2 est recensée sur la commune :
la « haute vallée du Cérou » (3 007 ha), couvrant 13 communes dont deux dans l'Aveyron et 11 dans le Tarn.

## Urbanisme

### Typologie
Au 1er janvier 2024, Valderiès est catégorisée commune rurale à habitat dispersé, selon la nouvelle grille communale de densité à sept niveaux définie par l'Insee en 2022.
Elle est située hors unité urbaine. Par ailleurs la commune fait partie de l'aire d'attraction d'Albi, dont elle est une commune de la couronne,. Cette aire, qui regroupe 91 communes, est catégorisée dans les aires de 50 000 à moins de 200 000 habitants,.

### Occupation des sols
L'occupation des sols de la commune, telle qu'elle ressort de la base de données européenne d’occupation biophysique des sols Corine Land Cover (CLC), est marquée par l'importance des territoires agricoles (89,3 % en 2018), une proportion sensiblement équivalente à celle de 1990 (89,7 %). La répartition détaillée en 2018 est la suivante : 
terres arables (38 %), zones agricoles hétérogènes (29,8 %), prairies (21,5 %), forêts (8,7 %), zones urbanisées (2 %). L'évolution de l’occupation des sols de la commune et de ses infrastructures peut être observée sur les différentes représentations cartographiques du territoire : la carte de Cassini (XVIIIe siècle), la carte d'état-major (1820-1866) et les cartes ou photos aériennes de l'IGN pour la période actuelle (1950 à aujourd'hui).

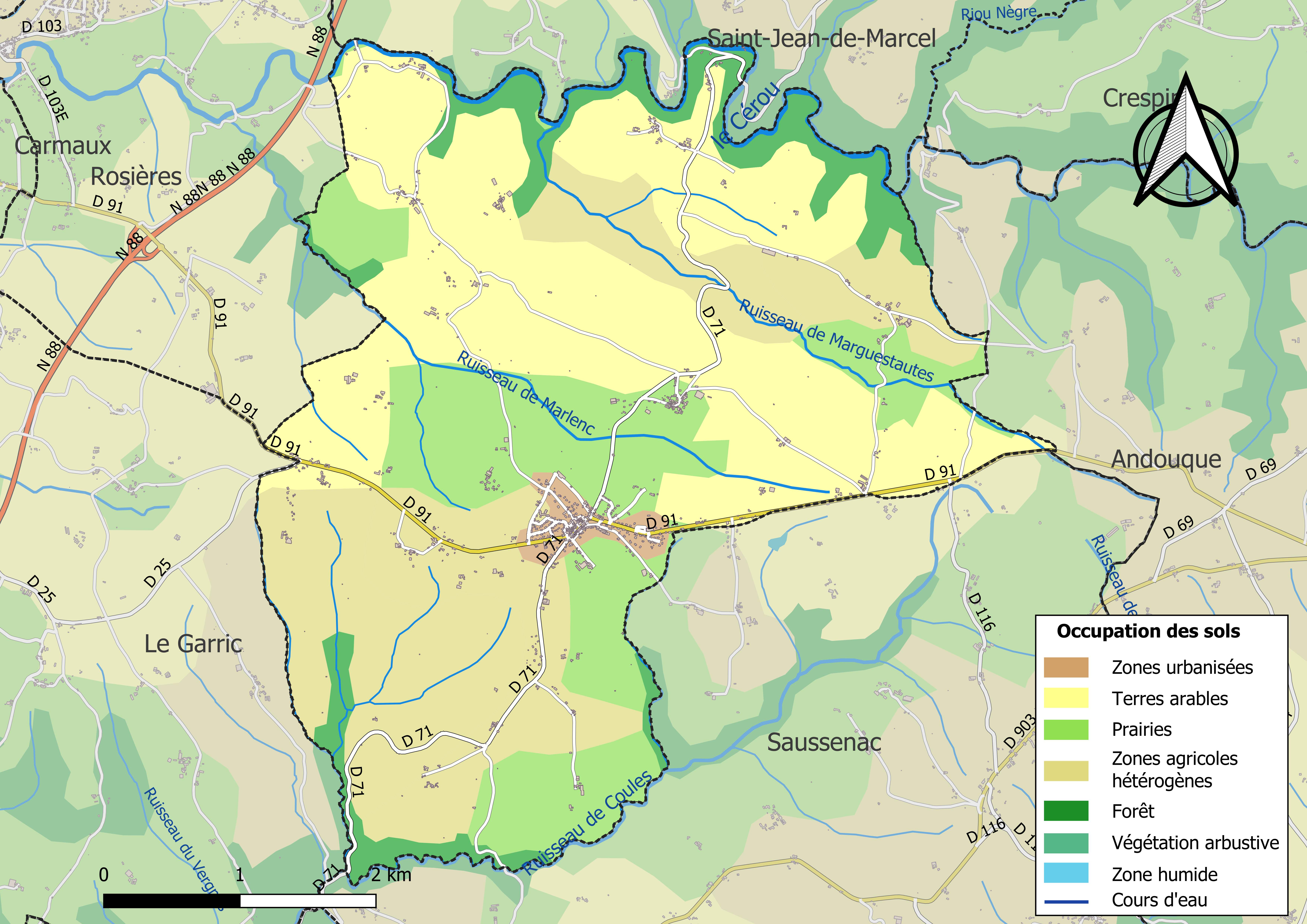
Carte des infrastructures et de l'occupation des sols de la commune en 2018 (CLC).

### Risques majeurs
Le territoire de la commune de Valderiès est vulnérable à différents aléas naturels : météorologiques (tempête, orage, neige, grand froid, canicule ou sécheresse), inondations, feux de forêts, mouvements de terrains et séisme (sismicité très faible). Il est également exposé à deux risques technologiques, le transport de matières dangereuses et la rupture d'un barrage, et à un risque particulier : le risque de radon. Un site publié par le BRGM permet d'évaluer simplement et rapidement les risques d'un bien localisé soit par son adresse soit par le numéro de sa parcelle.

#### Risques naturels
Certaines parties du territoire communal sont susceptibles d’être affectées par le risque d’inondation par débordement de cours d'eau, notamment le Cérou et le ruisseau de Coules. La cartographie des zones inondables en ex-Midi-Pyrénées réalisée dans le cadre du XIe Contrat de plan État-région, visant à informer les citoyens et les décideurs sur le risque d’inondation, est accessible sur le site de la DREAL Occitanie. La commune a été reconnue en état de catastrophe naturelle au titre des dommages causés par les inondations et coulées de boue survenues en 1982 et 1994,.
Valderiès est exposée au risque de feu de forêt du fait de la présence sur son territoire . En 2022, il n'existe pas de Plan de Prévention des Risques incendie de forêt (PPRif). Le débroussaillement aux abords des maisons constitue l’une des meilleures protections pour les particuliers contre le feu,.

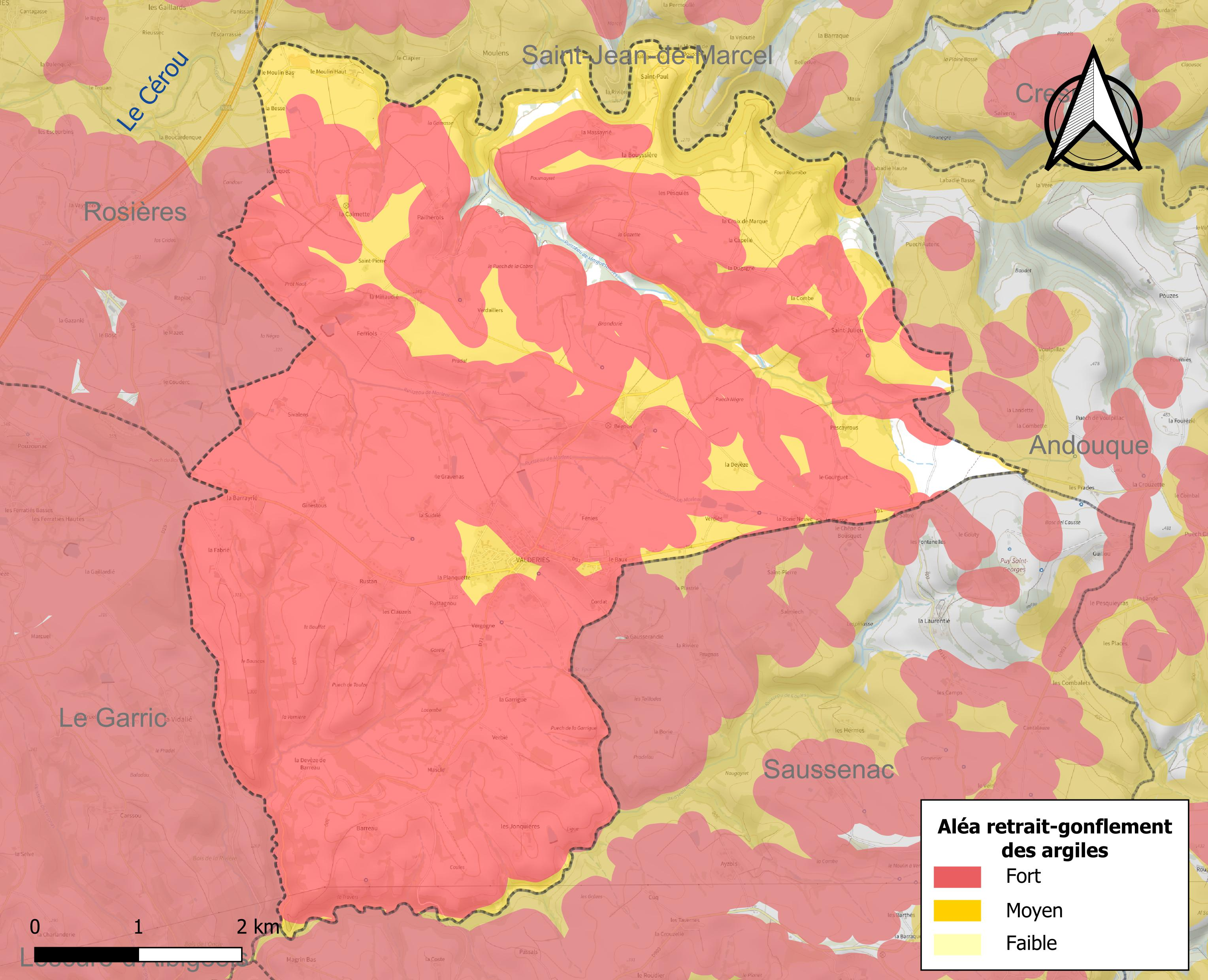
Carte des zones d'aléa retrait-gonflement des sols argileux de Valderiès.

La commune est vulnérable au risque de mouvements de terrains constitué principalement du retrait-gonflement des sols argileux. Cet aléa est susceptible d'engendrer des dommages importants aux bâtiments en cas d’alternance de périodes de sécheresse et de pluie. 97,6 % de la superficie communale est en aléa moyen ou fort (76,3 % au niveau départemental et 48,5 % au niveau national). Sur les 411 bâtiments dénombrés sur la commune en 2019, 411 sont en aléa moyen ou fort, soit 100 %, à comparer aux 90 % au niveau départemental et 54 % au niveau national. Une cartographie de l'exposition du territoire national au retrait gonflement des sols argileux est disponible sur le site du BRGM,.
Par ailleurs, afin de mieux appréhender le risque d’affaissement de terrain, l'inventaire national des cavités souterraines permet de localiser celles situées sur la commune.

#### Risques technologiques
Le risque de transport de matières dangereuses sur la commune est lié à sa traversée par des infrastructures routières ou ferroviaires importantes ou la présence d'une canalisation de transport d'hydrocarbures. Un accident se produisant sur de telles infrastructures est susceptible d’avoir des effets graves sur les biens, les personnes ou l'environnement, selon la nature du matériau transporté. Des dispositions d’urbanisme peuvent être préconisées en conséquence.
La commune est en outre située en aval d'un barrage de classe A. À ce titre elle est susceptible d’être touchée par l’onde de submersion consécutive à la rupture de cet ouvrage.

#### Risque particulier
Dans plusieurs parties du territoire national, le radon, accumulé dans certains logements ou autres locaux, peut constituer une source significative d’exposition de la population aux rayonnements ionisants. Certaines communes du département sont concernées par le risque radon à un niveau plus ou moins élevé. Selon la classification de 2018, la commune de Valderiès est classée en zone 3, à savoir zone à potentiel radon significatif.

## Histoire

### Héraldique
| Valderiès | Son blasonnement est : Fascé de gueules et d'or de six pièces. |

## Politique et administration
| Période                                  | Période  | Identité         | Étiquette | Qualité                           |
| ---------------------------------------- | -------- | ---------------- | --------- | --------------------------------- |
| avant 1981                               | 1981     | André Maurel     | DVG       |                                   |
| mars 2001                                | 2020     | André Cabot      | PS        | Conseiller général de 1992 à 2015 |
| mai 2020                                 | En cours | Vincent Recoules | PS        |                                   |
| Les données manquantes sont à compléter. |          |                  |           |                                   |

## Démographie
| 1793  | 1800  | 1806  | 1821  | 1831  | 1836  | 1841  | 1846  | 1851  |
| ----- | ----- | ----- | ----- | ----- | ----- | ----- | ----- | ----- |
| 1 273 | 1 334 | 1 443 | 1 450 | 1 544 | 1 709 | 1 706 | 1 818 | 1 926 |

| 1856  | 1861  | 1866  | 1872  | 1876  | 1881  | 1886 | 1891 | 1896 |
| ----- | ----- | ----- | ----- | ----- | ----- | ---- | ---- | ---- |
| 1 116 | 1 126 | 1 100 | 1 128 | 1 088 | 1 021 | 995  | 934  | 929  |

| 1901 | 1906 | 1911 | 1921 | 1926 | 1931 | 1936 | 1946 | 1954 |
| ---- | ---- | ---- | ---- | ---- | ---- | ---- | ---- | ---- |
| 887  | 850  | 828  | 768  | 785  | 751  | 740  | 697  | 678  |

| 1962 | 1968 | 1975 | 1982 | 1990 | 1999 | 2005 | 2006 | 2010 |
| ---- | ---- | ---- | ---- | ---- | ---- | ---- | ---- | ---- |
| 708  | 674  | 637  | 624  | 735  | 752  | 826  | 881  | 838  |

| 2015 | 2020 | 2022 | - | - | - | - | - | - |
| ---- | ---- | ---- | - | - | - | - | - | - |
| 841  | 834  | 828  | - | - | - | - | - | - |

## Économie

### Revenus
En 2018, la commune compte 375 ménages fiscaux, regroupant 831 personnes. La médiane du revenu disponible par unité de consommation est de 20 560 € (20 400 € dans le département).

### Emploi
|                | 2008  | 2013  | 2018  |
| -------------- | ----- | ----- | ----- |
| Commune        | 5 %   | 6,9 % | 5,4 % |
| Département    | 8,2 % | 9,9 % | 10 %  |
| France entière | 8,3 % | 10 %  | 10 %  |

En 2018, la population âgée de 15 à 64 ans s'élève à 491 personnes, parmi lesquelles on compte 76,4 % d'actifs (71,1 % ayant un emploi et 5,4 % de chômeurs) et 23,6 % d'inactifs,. Depuis 2008, le taux de chômage communal (au sens du recensement) des 15-64 ans est inférieur à celui de la France et du département.
La commune fait partie de la couronne de l'aire d'attraction d'Albi, du fait qu'au moins 15 % des actifs travaillent dans le pôle,. Elle compte 176 emplois en 2018, contre 179 en 2013 et 187 en 2008. Le nombre d'actifs ayant un emploi résidant dans la commune est de 354, soit un indicateur de concentration d'emploi de 49,7 % et un taux d'activité parmi les 15 ans ou plus de 53 %.
Sur ces 354 actifs de 15 ans ou plus ayant un emploi, 86 travaillent dans la commune, soit 24 % des habitants. Pour se rendre au travail, 88,3 % des habitants utilisent un véhicule personnel ou de fonction à quatre roues, 0,6 % les transports en commun, 5,1 % s'y rendent en deux-roues, à vélo ou à pied et 6 % n'ont pas besoin de transport (travail au domicile).

### Activités hors agriculture

#### Secteurs d'activités
69 établissements sont implantés  à Valderiès au 31 décembre 2019. Le tableau ci-dessous en détaille le nombre par secteur d'activité et compare les ratios avec ceux du département,.
| Secteur d'activité                                                                                        | Commune | Commune | Département |
| Secteur d'activité                                                                                        | Nombre  | %       | %           |
| --- | ------- | ------- | ----------- |
| Ensemble                                                                                                  | 69      | 100 %   | (100 %)     |
| Industrie manufacturière, industries extractives et autres                                                | 15      | 21,7 %  | (13 %)      |
| Construction                                                                                              | 13      | 18,8 %  | (12,5 %)    |
| Commerce de gros et de détail, transports, hébergement et restauration                                    | 9       | 13 %    | (26,7 %)    |
| Information et communication                                                                              | 1       | 1,4 %   | (2,1 %)     |
| Activités financières et d'assurance                                                                      | 1       | 1,4 %   | (3,3 %)     |
| Activités immobilières                                                                                    | 1       | 1,4 %   | (4,2 %)     |
| Activités spécialisées, scientifiques et techniques et activités de services administratifs et de soutien | 7       | 10,1 %  | (13,8 %)    |
| Administration publique, enseignement, santé humaine et action sociale                                    | 13      | 18,8 %  | (15,5 %)    |
| Autres activités de services                                                                              | 9       | 13 %    | (9 %)       |

Le secteur de l'industrie manufacturière, des industries extractives et autres est prépondérant sur la commune puisqu'il représente 21,7 % du nombre total d'établissements de la commune (15 sur les 69 entreprises implantées  à Valderiès), contre 13 % au niveau départemental.

#### Entreprises et commerces
Les quatre entreprises ayant leur siège social sur le territoire communal qui génèrent le plus de chiffre d'affaires en 2020 sont : 
- Tarn Cablages, travaux d'installation électrique dans tous locaux (209 k€)
- Herail Assainissement, collecte et traitement des eaux usées (187 k€)
- SARL Les Genets Valderois, location de logements (11 k€)
- Meca Invest, activités des sociétés holding (0 k€)

### Agriculture
La commune est dans le Segala, une petite région agricole située dans le nord-est du département du Tarn. C’est la relative pauvreté du sol de cette région où ne poussait jadis que le seigle qui a donné son nom à cette aire géographique. Situé en moyenne altitude, le Ségala s’étend sur des territoires vallonnés et riches en schiste. En 2020, l'orientation technico-économique de l'agriculture  sur la commune est l'élevage bovin, orientation mixte lait et viande.
|               | 1988  | 2000  | 2010  | 2020  |
| ------------- | ----- | ----- | ----- | ----- |
| Exploitations | 71    | 47    | 43    | 37    |
| SAU (ha)      | 1 615 | 1 761 | 1 833 | 1 767 |

Le nombre d'exploitations agricoles en activité et ayant leur siège dans la commune est passé de 71 lors du recensement agricole de 1988  à 47 en 2000 puis à 43 en 2010 et enfin à 37 en 2020, soit une baisse de 48 % en 32 ans. Le même mouvement est observé à l'échelle du département qui a perdu pendant cette période 58 % de ses exploitations,. La surface agricole utilisée sur la commune a quant à elle augmenté, passant de 1 615 ha en 1988 à 1 767 ha en 2020. Parallèlement la surface agricole utilisée moyenne par exploitation a augmenté, passant de 23 à 48 ha.

## Culture locale et patrimoine

### Lieux et monuments

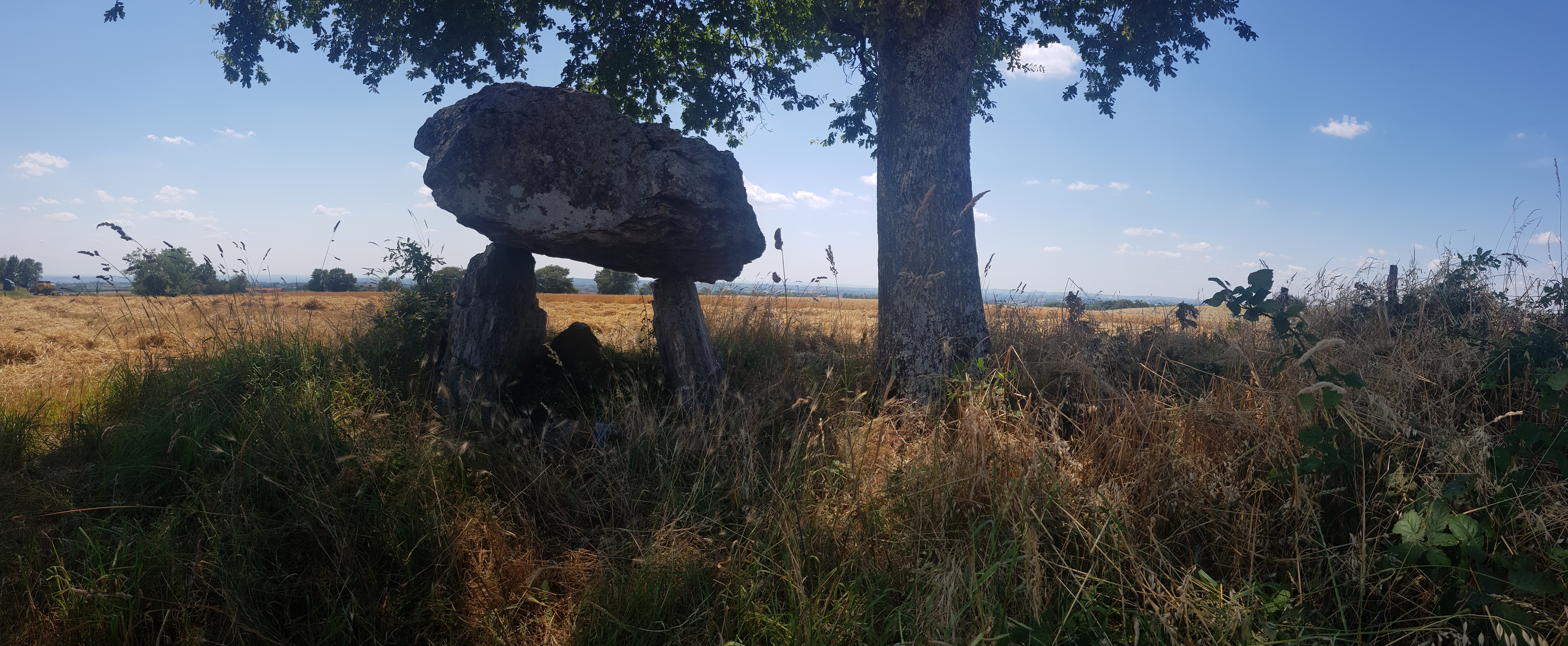
Dolmen du Gouty.

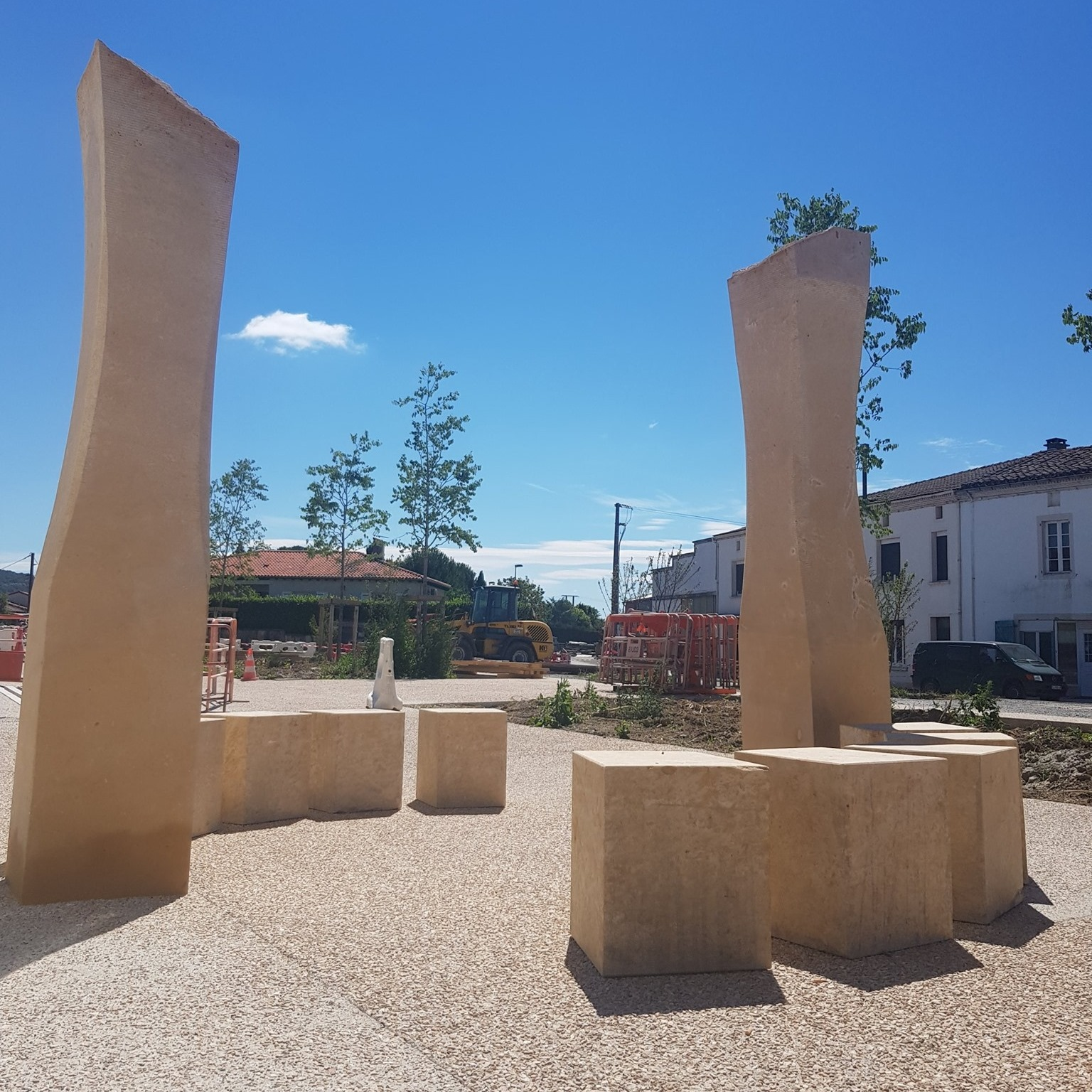
Les écrits du temps

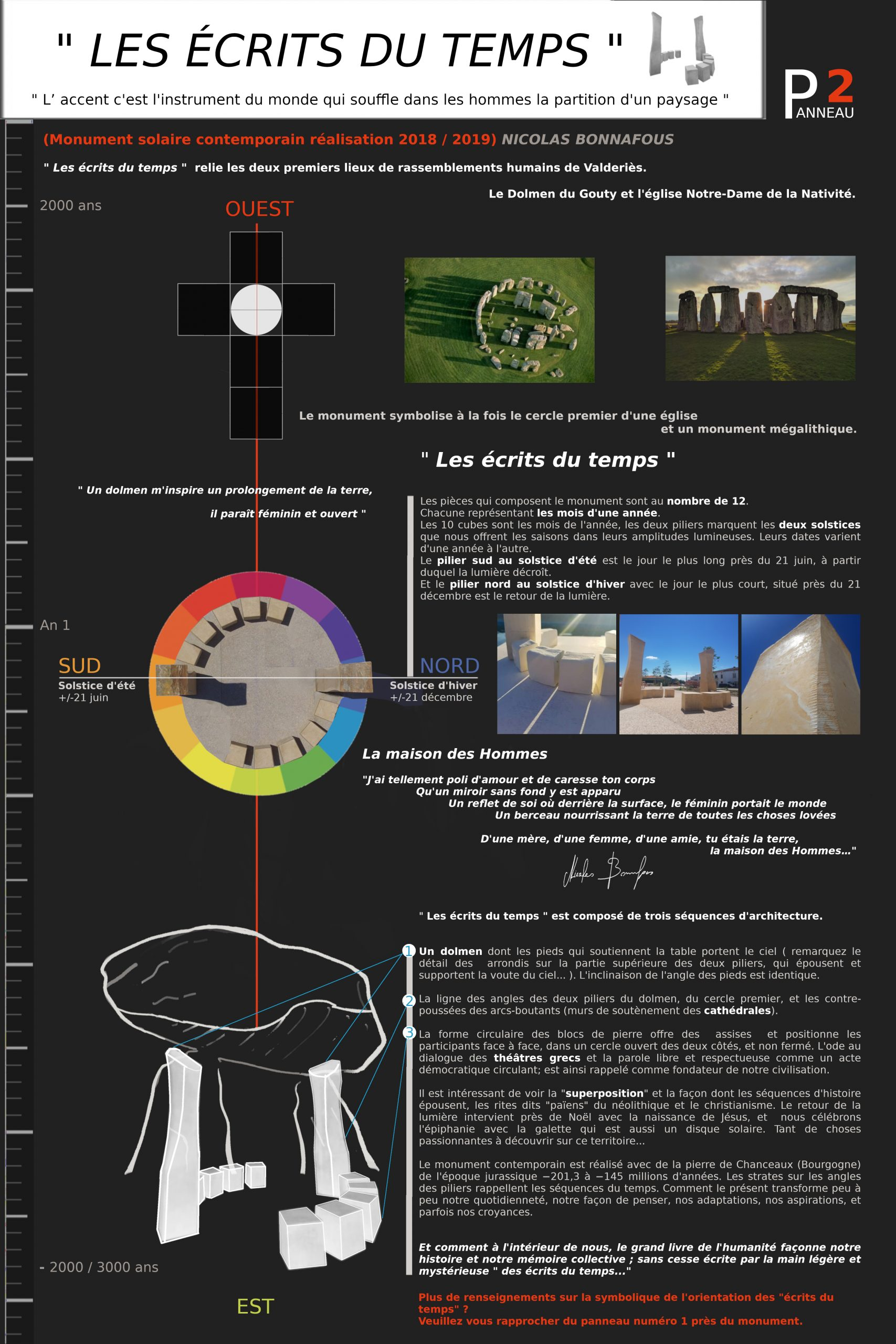
Détail du monument Les écrits du temps /

- Détail du monument Les écrits du temps / Dolmen du Gouty : dolmen classé au titre des monuments historiques depuis le 24 novembre 1960[38].
- Ruine de l'église du Puy Saint Georges sur la commune de Saussenac[39]
- Viaduc pour le chemin de fer
- Église Notre-Dame-de-la-Nativité de Valderiès.
- Monument Les écrits du temps   (réalisation 2018 / 2019 Nicolas Bonnafous)  Monument solaire contemporain à mi-chemin entre une église et un monument solaire du néolithique, symbole des débuts de l'agriculture sur le territoire, reliant les deux premiers lieux de rassemblements humains de la commune (le dolmen du Gouty et l'église de Valderiès) sur l'axe Est / Ouest du lever du soleil au coucher. Déployant de façon poètique sur la chronologie du temps du néolithique au christianisme rappelant l'identité de Valderiès.Panneau 1 Explicatif et positionnement orientation" les écrits du temps" place Valderiès

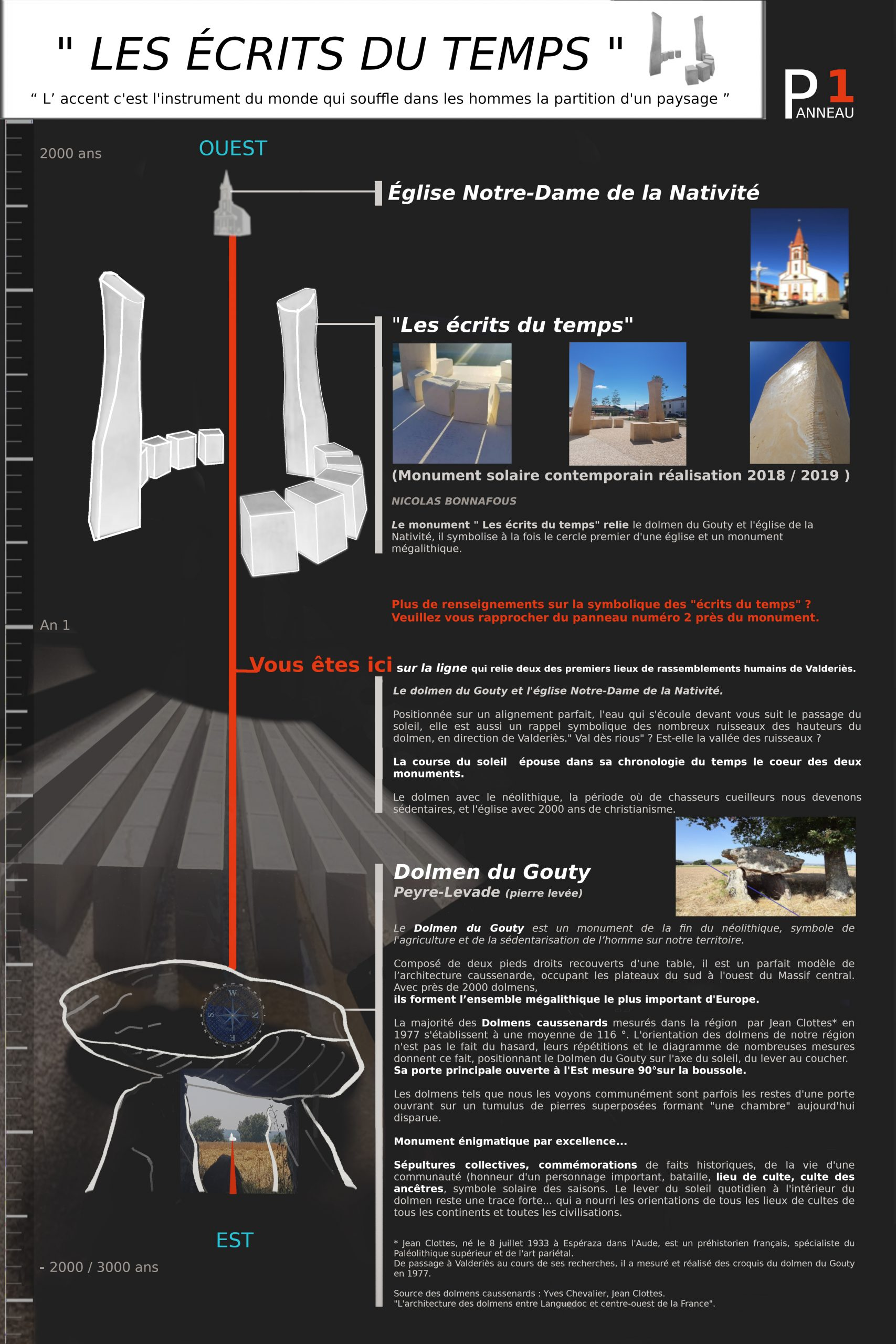
Panneau 1 Explicatif et positionnement orientation" les écrits du temps" place Valderiès

### Personnalités liées à la commune
- Henri Maurel fondateur de Radio FG.
- Édouard Rieunaud, député du Tarn de 1958 à 1962, né à Valderiès.

## Vie pratique

### Activités sportives
- Racing Club Valdérois XIII, l'équipe de rugby à XIII de Valdériès. école de rugby.
- Union Sportive de Valdériès.
- École de football.
- Tennis Club Valdériès.
- Trail du ségala, Manifestation pleine nature  Valdériès.

## Pour approfondir